# ЭРА (предприятие)
Ленинградское предприятие «ЭРА» (ЭлектроРадиоАвтоматика) основано в 1922 году. Специализируется на судовых электромонтажных работах полного цикла.

## История
Предприятие ЭРА было зарегистрировано по приказу Президиума ВСНХ от 23 августа 1922 года. Оно было основано как проектно-монтажная часть «Петроградского треста сильного тока». Основой будущего производства послужили небольшие монтажные группы компании «Гейслер». У истоков предприятия стоял инженер ВМФ Владимир Полонский.
В 1922—1941 годах основным направлением было осуществление работ, связанных с ремонтом электромеханизмов на поврежденных суднах, монтаж оборудования на кораблях и объектах береговой обороны на фортах «Красная горка», «Серая Лошадь» и других, позднее участие в строительстве новых кораблей (лесовозов, лёгких крейсеров типа «Светлана», нефтеналивных судов) и подводных лодок. Работы выполнялись совместно с судостроительными заводами Петрограда (позднее Ленинграда). В эти годы предприятие участвовало в ремонте и полной замене электрооборудования на крейсере «Аврора».
В годы Великой Отечественной войны, на протяжении всей 900-дневной блокады Ленинграда, работа предприятия не останавливалась, несмотря на то, что артобстрелом были уничтожены четыре цеха. Предприятие участвовало в строительстве Ладожской флотилии, ремонте и восстановлении крейсера «Киров» и лидера эсминцев «Минск» и «Ленинград», занималось ремонтом судов, на которых в город доставляли медикаменты, продукты и вооружение. Впервые был разработан и реализован проект систем защиты кораблей от магнитных мин при строительстве сторожевых кораблей «Зоркий» и «Тайфун» на заводе им. Жданова.
В послевоенные и последующие годы предприятие обеспечивает сдачу многих боевых кораблей и подводных лодок для ВМФ, судов для Министерства Морского Флота, Министерства рыбного хозяйства (крейсера типа «Киров», атомоход «Ленин», рыболовная плавбаза «Восток»). В 60-80-х годах участвует в создании радиотехнических комплексов, обеспечивающих полеты космических спутников и пилотируемых кораблей типа «Восток», комплекс «Сириус-Селена-Эллипс», НИС «Владимир Комаров».
В 1994 году после приватизации получило название "Ленинградское государственное предприятие «ЭлектроРадиоАвтоматика» (ЭРА). С 2012 года имеет статус открытого акционерного общества.

## Настоящее время
На 2024 год предприятие имеет пять филиалов в Санкт-Петербурге и Выборге: «Адмиралтейский», «Балтийский Алмаз», «Северная Эра», «Сапфир», «Выборгский». Компания является основным подрядчиком электромонтажных работ для судостроительных заводов Северо-Запада России.
АО «ЭлектроРадиоАвтоматика» обеспечило строительство кораблей и судов всех классов, включая атомные крейсера и подводные лодки, атомные ледоколы, научное-исследовательские суда, рыбообрабатывающие базы, плавучие буровые установки, плавучий космодром и экспортные танкеры, балкеры, химовозы на класс DnV и GL.